# أدونيس أهلب
أدونيس أهلب (الاسم العلمي: Adonis hirsuta) نوع نباتي ينتمي إلى جنس الأدونيس أو عين الجمل من الفصيلة الحوذانية.